# Diethylmagnesium
Diethylmagnesium ist eine organische Verbindung, konkret eine Organomagnesiumverbindung.

## Herstellung
Diethylmagnesium kann durch Reaktion von elementarem Magnesium mit Iodethan oder mit Diethylquecksilber hergestellt werden.

## Eigenschaften
Diethylmagnesium bildet ein graues bis braunes Pulver und ist in dieser Form pyrophor.

## Reaktionen
Durch die Reaktion von Diethylmagnesium mit Diboran in Diethylether kann Magnesiumborhydrid hergestellt werden. Die Reaktion von Diethylmagnesium mit Acetylchlorid ergibt nach Hydrolyse 3-Methylpentan-3-ol. Diethylmagnesium kann Ethylen oligomerisieren, dabei entstehen Kohlenwasserstoffketten mit 10 oder mehr Kohlenstoffatomen sowie geringe Mengen an Polymeren. Diethylmagnesium kann als Initiator für die Polymerisation von Acrylnitril dienen.